# 卡提阿瓦半岛
卡提阿瓦半岛（英語：Kathiawar，羅馬化：kāṭhiyāvāḍ，古吉拉特語發音：[kɑʈʰijɑʋɑɽ]）是位处印度古吉拉特邦西南吉爾索姆納特縣，介于坎贝湾和卡奇湾之间的一个半岛。面积60,723平方公里。植被主要以荆棘林和灌木丛为主。有铝土矿、石灰石等矿藏。